# Knütt findet einen Freund
Knütt findet einen Freund (Originaltitel: Vem ska trösta Knyttet? „Wer soll den Winzling trösten“), auch erschienen unter den Titeln Wer soll den Lillan trösten? und Wer tröstet Toffel?, ist das zweite Bilderbuch der finnlandschwedischen Schriftstellerin Tove Jansson. Es erschien 1960. Es ist in Versform geschrieben und spielt in der fiktiven Welt der Mumins, die allerdings in diesem Buch nicht vorkommen.

## Handlung
Der kleine Knütt ist einsam und fürchtet sich vor vielem: vor der Dunkelheit, vor den lauten Hemulen und der bösen Morra. Er hat niemanden, der ihn trösten kann. Als er es zu Hause nicht mehr aushält, macht er sich allein auf die Reise. Er trifft überall auf Leute, die laut und fröhlich sind und das Leben genießen, hat aber zu viel Angst, um sich bemerkbar zu machen und mit ihnen zu sprechen. Knütt zieht sich an den Strand zurück, wo er zwar Ruhe findet, aber wieder unter seiner Einsamkeit leidet. Er findet eine Flaschenpost mit der Botschaft eines Mädchens namens Fitzel. Sie ist wie Knütt einsam, und wie er hat sie große Angst vor der Morra, die in Fitzels Nähe ihr Unwesen treibt. Knütt beschließt, seine Angst zu überwinden, um Fitzel zu retten. Er baut sich ein Boot, rudert über das Meer und wandert durch den finsteren Wald und durchs Gebirge, bis er die Morra findet und sie mutig verjagt. So ist auch Fitzel endlich von ihrer Angst befreit. Knütt möchte Fitzel von seiner abenteuerlichen Reise erzählen. Er ist aber zu schüchtern, um mit ihr zu sprechen, deshalb schreibt er ihr einen Brief. Nachdem Fitzel den Brief gelesen hat, umarmt sie Knütt, und die beiden machen sich gemeinsam auf die Heimreise in der Gewissheit, dass sie nie wieder allein sein müssen.

## Figuren
Knütt findet einen Freund ist Tove Janssons erstes Buch, das in der Mumin-Welt spielt, ohne dass die Muminfamilie darin eine Rolle spielt. Nur einige nicht näher bezeichnete Mumin-Figuren sind in einem Bild im Hintergrund zu sehen. Mit dem Schnupferich, der Mymla und der kleinen Mü sind drei Kernfiguren der Mumin-Bücher in der Geschichte erwähnt. In den Illustrationen ist auch Tooticki zu erkennen, eine Freundin der Mumins, die in dem drei Jahre zuvor erschienenen Winter im Mumintal erstmals vorkam. In Knütt findet einen Freund steht zum ersten Mal eine Figur außerhalb der Muminfamilie im Mittelpunkt. Dieses Konzept verfolgte Jansson in der drei Jahre später erschienen Geschichtensammlung Geschichten aus dem Mumintal weiter. Knütt hat in Charakter und Aussehen große Ähnlichkeit mit dem Homsa Toft, einem der Protagonisten des letzten Mumin-Romans Herbst im Mumintal.

## Entstehungsgeschichte und Themen
Tove Jansson schrieb das Buch, als sie das Zeichnen der Mumin-Comics beendet hatte, das für sie zuletzt eine stressreiche Zeit gewesen war. Sie wollte sich erholen und von den Mumins Abstand gewinnen. Das erklärt die Abwesenheit der Muminfamilie in dieser Geschichte.
Laut Janssons eigener Auskunft inspirierte sie der Brief eines Jungen zu diesem Buch. Er hatte ihr geschrieben, dass er klein und ängstlich sei und dass ihn niemand beachte, und mit dem Spitznamen Knyttet (etwa „der Winzling“) unterschrieben. Jansson wählte diesen Namen für ihre Hauptfigur und wollte ihr – stellvertretend für das Kind – eine Gelegenheit geben, Mut zu beweisen und eine gleichgesinnte Person zu finden.
Die Erfüllung des Wunsches nach einer Freundin und Partnerin ist das zentrale Thema des Buches. Wie der zuletzt erschienene Roman Winter im Mumintal ist auch dieses Bilderbuch Janssons Lebensgefährtin Tuulikki Pietilä gewidmet. Knütt war zunächst als weibliche Figur angelegt gewesen, Jansson änderte dies aber vor der Veröffentlichung, sodass ein traditionelleres Geschlechterverhältnis entstand. Was Jansson zu dieser Entscheidung bewog, ist nicht bekannt. Das Buch wird dennoch gelegentlich als Liebesgeschichte zweier Frauen interpretiert.
Um seine Einsamkeit zu überwinden, muss Knütt den Mut aufbringen, anderen gegenüberzutreten und sich bemerkbar zu machen. Jansson verarbeitete dieses Thema erneut in Das unsichtbare Kind aus Geschichten aus dem Mumintal.

## Gestaltung
Im Gegensatz zu Janssons erstem Bilderbuch Mumin sucht die kleine Mü hat Knütt findet einen Freund keine gestanzten Löcher zum Durchschauen. Die Illustrationen sind zweidimensional und bestehen aus klaren, einfarbigen Flächen, hauptsächlich in den Grundfarben rot, gelb und blau oder schwarz. Durch die weißen Konturen entsteht der Eindruck einer Scherenschnitt-Technik. Tove Jansson beschäftigte sich um diese Zeit mit abstrakter Malerei, was die Gestaltung dieses Bilderbuchs beeinflusste. Der Text ist in Schreibschrift geschrieben und vermittelt so einen persönlichen Eindruck. In einigen Übersetzungen, darunter der deutschen Fassung, wurde auf eine Übertragung der Schreibschrift verzichtet und der Text in Druckschrift umgesetzt.

## Publikationsgeschichte
Wie Janssons erstes Bilderbuch, Mumin, wie wird’s weiter gehen?, wurde auch Wer tröstet Toffel? ein Verkaufserfolg und erhielt hervorragende Kritiken.
Es wurde erstmals 1977 von Gertrud Rukschcio ins Deutsche übersetzt und erschien unter dem Titel Wer soll den Lillan trösten?. Der Benziger-Verlag bestand auf einer Prosaübersetzung mit der Begründung, Kinder würden gereimte Verse nicht schätzen. Jansson erlaubte diese Entscheidung nur widerwillig. Die Protagonisten heißen hier „Lillan“ und „Gillan“.
Eine deutschsprachige Nachdichtung in Versen von Oliver Müller erschien 2009 im Leiv Verlag. Ihr Titel ist an den englischen Titel (Who will comfort Toffle?) angelehnt und mit dem Untertitel Ein Märchen aus dem Mumintal versehen. Die Protagonisten heißen hier „Toffel“ und „Miffel“.
2017 erschien die aktuell erhältliche Fassung, übersetzt von Birgitta Kicherer im Arena Verlag. Dem eigentlichen Buchtitel ist der Reihentitel „Die Mumins“ vorangestellt, so dass der Gesamt-Buchtitel Die Mumins. Knütt findet einen Freund lautet – obwohl es sich mit Absicht um ein Buch ohne Mumins handelt.

## Adaptionen
Knütt findet einen Freund wurde viele Male als Theaterstück adaptiert. Jansson erhielt bereits kurz nach dem Erscheinen des Buches zahlreiche Anfragen von professionellen und Laien-Theatern und war freigiebig mit den Rechten.
Der schwedische Musiker Peter Lundblad brachte 1978 eine musikalische Hörfassung auf Schallplatte mit begleitendem Notenheft heraus.
Für eine filmische Adaption schuf Tove Jansson 13 zusätzliche Illustrationen. Drehbuch und Regie versah Johan Hagelbäck. Der 23-minütige Kurzfilm wurde 1980 in Schweden ausgestrahlt. Bereits 1975 hatte sich Disney an Tove Jansson gewandt, um die Filmrechte für das Buch zu erwerben, aber Jansson hatte abgelehnt.